# Horacio Rosatti
Horacio Daniel Rosatti (Santa Fe, 11 de agosto de 1956) es un abogado, juez, escritor, docente universitario y expolítico argentino, que ejerce como ministro de la Corte Suprema de Justicia desde agosto de 2016, nombrado por Mauricio Macri con acuerdo del Senado. Es presidente del máximo tribunal desde 2021, reelecto en 2024; y que además ejerce como presidente del Consejo de la Magistratura desde abril de 2022.
El 15 de diciembre de 2015 el presidente Mauricio Macri, por decreto, lo designó juez de la Corte; y el Senado de la Nación otorgó el acuerdo el 15 de junio de 2016. El 29 de junio de 2016 prestó juramento ante el presidente de la Corte quedando desde ese momento incorporado al tribunal. Posteriormente asumió como presidente de este el 1 de octubre de 2021.
Previamente fue convencional constituyente por la provincia de Santa Fe en 1994, intendente de Santa Fe entre 1995 y 1999, procurador general de la Nación entre 2003 y 2004 y ministro de Justicia, Seguridad y Derechos Humanos entre 2004 y 2005 (durante el gobierno de Néstor Kirchner).

## Biografía

### Formación académica
Egresó de abogado y escribano en 1980 de la Universidad Nacional del Litoral. Desde 1986 es doctor en Ciencias Jurídicas y Sociales por la misma institución. En 2004 recibió el título de magíster en Evaluación de Impacto y Gestión Ambiental en la Universidad Católica de Santa Fe. En 2021 obtuvo un nuevo grado de doctor, esta vez en Historia, por la Universidad Católica Argentina.

### Carrera política
En 1989 fue fiscal municipal de la ciudad de Santa Fe. Luego en 1991, fue designado secretario de Gobierno, Cultura y Acción Social de la Municipalidad de Santa Fe. En 1993, ocupó el cargo de secretario general de la Gobernación de la Provincia de Santa Fe.
En 1994 fue elegido convencional constituyente por la provincia de Santa Fe para la reforma constitucional nacional de 1994, siendo designado vicepresidente de bloque del partido político mayoritario de la Convención (Partido Justicialista). Integró la Comisión de Redacción, encargada de escribir el texto definitivo de la reforma.
En 1995 fue elegido intendente de la Ciudad de Santa Fe. Durante su gestión se ampliaron los espacios verdes disponibles mediante convenios ferro-urbanísticos, como el Parque Federal y construyendo juegos especialmente diseñados para la escala de los niños, de acuerdo a las enseñanzas de Francesco Tonucci. En su mandato se construyeron nuevos espacios recreativos, tales como la Costanera Este, con un amplio solárium, El Paseo de las Dos Culturas y las primeras ciclovías de la ciudad.
En 2003 fue designado procurador del Tesoro de la Nación, siendo el máximo responsable de la defensa jurídica del Estado argentino frente a las demandas tramitadas por inversores extranjeros ante tribunales arbitrales internacionales luego de la crisis económica de 2001. En esa ocasión sostuvo que los laudos arbitrales emitidos por tribunales ad hoc no podían prevalecer sobre la Constitución Nacional y que los tribunales nacionales estaban habilitados para revisar tales decisiones si contrariaban los principios del derecho público nacional. Esta argumentación, que su enunciador expuso en sus artículos “Los tratados bilaterales de inversión, el arbitraje internacional obligatorio y el sistema constitucional argentino” y “Prórroga de jurisdicción y soberanía nacional”, y posteriormente en su libro “Estado y globalización. El caso argentino”, se conoció como “doctrina Rosatti” y fue la que sustentó la República Argentina en los foros internacionales para hacer frente a las demandas suscitadas durante la crisis económica e institucional eclosionada en los años 2001/2002.
Se mantuvo en el cargo de procurador del Tesoro hasta 2004, cuando es designado por el presidente Néstor Kirchner como ministro de Justicia, tras la repentina renuncia de Gustavo Béliz al cargo.
Ejerció el cargo de presidente del Instituto de Estudios Legislativos de la Federación Argentina de Colegios de Abogados (2010-2011).
Actualmente es presidente de la Asociación Argentina de Derecho Constitucional (periodo 2013-2015) y es Director, conjuntamente con el Dr. Tomás Hutchinson, de la Revista de Derecho Público de la Editorial Rubinzal Culzoni.

### Docencia y gestión universitaria
Entre 1999 y 2002 fue decano de la Facultad de Derecho de la Universidad Católica de Santa Fe.
En la Facultad de Ciencias Jurídicas y Sociales de la Universidad Nacional del Litoral es profesor titular de las materias Derecho Constitucional y de Derecho Público Provincial y Municipal, y en la Universidad Católica de Santa Fe de Derecho público. En la Maestría de Derecho Administrativo de la Universidad Austral de Buenos Aires es profesor titular de Derecho Público Municipal; y en la Maestría de Derecho Procesal de la Universidad Nacional de Rosario es profesor titular de Teoría del Estado.[cita requerida] Es profesor titular de Derecho Público Provincial y Municipal Ambiental.

### Designación como juez de la Corte Suprema
El lunes 14 de diciembre de 2015, el Poder Ejecutivo publicó decreto para nombrar dos jueces para los cargos vacantes en la Corte Suprema de Justicia de la Nación.
Según el artículo 99 de la Constitución Nacional, el Poder Ejecutivo “nombra los magistrados de la Corte Suprema con acuerdo del Senado por dos tercios de sus miembros presentes, en sesión pública, convocada al efecto.”.
Sin embargo, la gacetilla de prensa aduce que dicha designación sin acuerdo se justifica sobre la base del inciso 19 del mismo artículo: “19. Puede llenar las vacantes de los empleos, que requieran el acuerdo del Senado, y que ocurran durante su receso, por medio de nombramientos en comisión que expirarán al fin de la próxima Legislatura.[…] ”
Una vez conocido el decreto de designación, el presidente de la Corte Suprema, Ricardo Lorenzetti, dio la bienvenida a los jueces y no se pronunció sobre la legalidad del decreto.
Posteriormente, acordó en calidad de presidente de la Corte junto al Poder Ejecutivo, la postergación de la jura. Según explicaría luego, le explicó al presidente Macri que la designación en comisión estaba mal y lo convenció de esperar la decisión del Senado.

#### Críticas
La medida fue criticada por políticos, juristas y periodistas de la mayoría del arco político, incluyendo varias importantes figuras de Cambiemos, criticando desde lo poco republicano a directamente tachándola de inconstitucional. Entre las principales críticas, la excandidata presidencial Margarita Stolbizer calificó de "inadmisible" la decisión y de "un retroceso institucional";
el también excandidato  Sergio Massa sostuvo que "los nombres son impecables, la forma horrible";
el senador Miguel Ángel Pichetto sostuvo que era "un disparate";
el jurista León Arslanián lo consideró "impropio"; el periodista de Joaquín Morales Solá declaró que "no me parece conveniente, ni oportuno ni un acierto";
el exgobernador de la provincia de Córdoba José Manuel de la Sota le reprochó que la construcción de una república "no se logrará nombrando jueces provisorios de la Corte por decreto".
El exministro de la Corte Suprema Eugenio Zaffaroni cuestionó la decisión diciendo que "esto afecta a la República y la democracia sin República puede ser un caos. Me parece una barbaridad, es un abuso de autoridad".
El periodista Mario Wainfeld sostuvo que "la jugada le pasa por arriba al Senado" y que la intención de Macri es "formatear en parte un tribunal a su gusto". El constitucionalista Daniel Sabsay calificó la medida como "de terror", "inconstitucionalidad manifiesta" y "retroceso fenomenal", sosteniendo que se estaba "sentando un precedente nefasto para las instituciones argentinas que prometió mejorar" y contrastando la actitud del Presidente Macri con la del expresidente Néstor Kirchner que autolimitó su facultad de designar los miembros de la Corte mediante el Decreto N.º 222/03.
El presidente del Colegio Público de Abogados de Buenos Aires Raúl Rizzo manifestó su disconformidad diciendo "empezamos mal Mauricio".
El premio Nobel de la Paz Adolfo Pérez Esquivel consideró que "es una medida autoritaria inédita en democracia".
El senador radical de Cambiemos Julio Cobos afirmó que la designación de los jueces de la Corte por decreto de necesidad y urgencia "me ha sorprendido y es innecesario", sosteniendo que no ve "razones para que sea por decreto y no por envío al Senado".
El jurista de Cambiemos Gil Lavedra calificó la medida como un “precedente muy funesto”, agregando que “la norma constitucional que se utilizó es insostenible frente al alcance que tiene el principio de independencia de los jueces”. Ricardo Alfonsín de Cambiemos, también criticó el decreto debido a que “deja mucho que desear en términos de legitimidad republicana y política”.
El gobernador socialista Miguel Lifschitz de Santa Fe lo calificó como "un error".
Aquella medida no sólo tuvo repercusiones a nivel político, sino también doctrinal, ya que numerosos artículos comenzaron a publicarse para apoyar la constitucionalidad o inconstitucionalidad de la decisión.

#### Modificación de hecho
La polémica generada por su designación suspendió de hecho y por tiempo indeterminado la jura para asumir el cargo, y sujetó su designación a revisión por parte de la Cámara de Senadores, previo cumplimiento de los procedimientos legales que ordenan la realización de audiencias públicas y oportunidad para realizar impugnaciones.
El día 21 de diciembre, el juez Ramos Padilla dictó una medida cautelar contra el nombramiento, invalidando las designaciones, ya que "a través de estas designaciones se han lesionado derechos y garantías constitucionales, la división de poderes, la independencia judicial y la seguridad jurídica, y adelantan que todas las decisiones que podría tomar el más alto tribunal de la nación estarían viciadas de nulidad absoluta".
Así mismo, la Cámara de Diputados recibió más de 200 denuncias contra el presidente de la Corte Suprema, Ricardo Lorenzetti, por avalar la medida. Pablo Llonto, quien realizó la primera solicitud, afirmó que la solicitud debería haber sido rechazada in límine, y mencionó dos fallos que se pronuncian en contra de la designación: «Uriarte, Rodolfo Marcelo y otros s/ Consejo de la magistratura de la Nación», en el que invalida la designación de subrogantes incluso con acuerdo del Consejo de la Magistratura y los poderes ejecutivo y legistaltivo; y «Aparicio, Ana Beatriz y otros/ contra el Consejo de la Magistratura» que rechaza conjueces.
Por otra parte, la diputada aliada Elisa Carrió afirmó que presentará un proyecto de ley para impedir que cualquier juez cuya designación requiera aprobación del Senado, pueda serlo "en comisión" tal como intentó hacerse con este decreto.

#### Denuncia en su contra
Tras el polémico fallo de la Corte que con su firma avaló el beneficio a genocidas condenados por delitos de lesa humanidad, fue denunciado penalmente por dictar una resolución contraria a derecho. Dicho fallo había sido impulsado por Rosenkrantz, siendo el principal promotor del fallo que permitió la aplicación de la derogada ley 24.390 o del “2×1” a culpables de delitos de lesa humanidad, al cual acompañaron con su voto Highton y Rosatti. De esta manera se computó por duplicado cada día de prisión cumplido sin sentencia firme en beneficio de Luis Muiña, el represor del autodenominado “Grupo Swat” condenado en 2013 por secuestros, torturas y desaparición de trabajadores del Hospital Posadas de Haedo en marzo de 1976.

## Libros publicados
- 1984: El derecho a la jurisdicción antes del proceso
- 1994: La construcción del estado argentino
- 2001: El presidencialismo argentino después de la reforma constitucional
- 2002: El origen del estado
- 2004: Derecho ambiental constitucional
- 2005: El molde y la receta. La novela de la Constitución
- 2007: El código civil desde el derecho público
- 2008: Cien años de multitud - Tomo I
- 2010: Cien años de multitud - Tomo II
- 2010: Tratado de derecho constitucional - Tomo I
- 2011: Tratado de derecho constitucional - Tomo II
- 2012: Tratado de Derecho Municipal 4.ª edición, 2 tomos.
- 2012: Cien años de multitud - Tomo III
- 2013: Cien años de multitud - Tomo IV
- 2013: Derechos Humanos en la Jurisprudencia de la Corte Suprema de Justicia de la Nación (2003-2013)
- 2016: El Código Civil y Comercial desde el Derecho Constitucional
- 2017: Tratado de Derecho Constitucional. Tomos I Y II. 2.ª edición ampliada y actualizada
- 2018: Ensayo sobre el prejuicio
- 2019: Ensayo sobre la muerte
- 2020: Tratado de Derecho Municipal. Tomos I y II. 5.ª edición
- 2022: Ensayo sobre la Justicia
- 2022: La palabra de la Corte Suprema

### En coautoría
- 1986: El federalismo argentino como técnica y como ideario, incluido en Dos ensayos de ciencia política.
- 1987: La constitución argentina como contrato social, incluido en Cinco ensayos sobre derecho constitucional.
- 1990: Construcción social de la democracia en la Argentina. Un registro de cinco años (1983-1988).
- 1991: Ley de convertibilidad.
- 1994: La reforma de la Constitución explicada por los miembros de la Comisión de Redacción.
- 1995: Derecho de tránsito.
- 2005: Estado y globalización. El caso argentino..
- 2008: Derecho de seguridad vial.
- 2012: Diccionario Jurídico 2 tomos.

### Prologuista
- 2009: Constitución de Entre Ríos. Comentada y anotada, con jurisprudencia y doctrina. Dictum Ediciones, Paraná, Entre Ríos, Argentina, 1.ª edición. Autor Bernardo I. Salduna

## Premios
- 1983: Premio "Mariano Tissembaum" a la investigación en ciencias jurídicas.
- 1987: Premio "Enrique V. Galli" a la producción jurídica.
- 1987: Premio "Bernardo Houssay" a la investigación en ciencias políticas y derecho constitucional, otorgado por el CONICET.
- 1999: Premio "Ministerio de Justicia de la Nación".
- 2005: Premio Nacional de Derecho y Ciencias Políticas por su obra "Tratado de Derecho Municipal", otorgado por la Secretaría de Cultura de la Nación.
- 2011: Premio a la mejor obra jurídica 2010/2011 otorgado por La Academia Nacional de Derecho y Ciencias Sociales de Buenos Aires por su libro Tratado de Derecho Constitucional.
- 2016: Premio Konex de Platino: Derecho Constitucional[41][42]